# ブリユニ

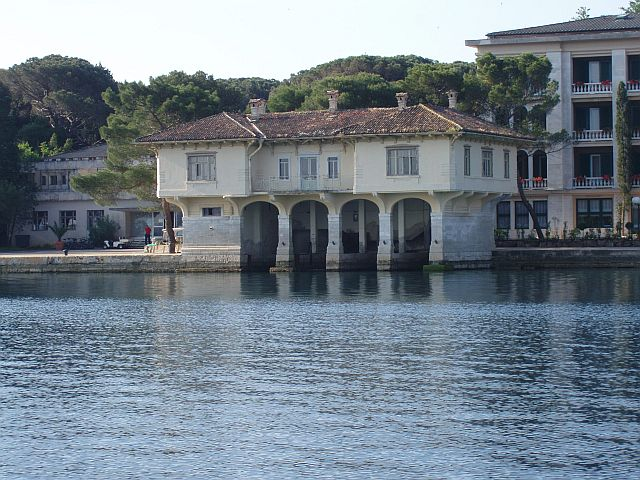
ブリユニの風景

ブリユニ（Brijuni）は、クロアチアにあるアドリア海沿岸の地域名である。12の小さな島から構成されており、クロアチアによって国立公園（クロアチア語、Nacionalni park Brijuni）に指定されている。ブリオニとも表記される。
古代ローマ帝国の時代より集落があったとされる。ヴェネツィア、オーストリア帝国などの支配を経て、第一次世界大戦後にイタリア領となった。第二次世界大戦後にユーゴスラヴィアの領土となり、ティトーはこの地に避暑のための私邸を設けた。
1956年7月、この地でユーゴスラヴィアのヨシップ・ブロズ・チトー、エジプトのガマール・アブドゥル＝ナーセル、インドのジャワハルラール・ネルーが会談を行い（ブリユニ会談）、東西軍事ブロックに対する批判と非同盟政策の重要性が確認された。
- Brijuni 写真